# Port lotniczy Ouro Sogui
Port lotniczy Ouro Sogui (IATA: MAX, ICAO: GOSM) – port lotniczy położony w Matam, w Senegalu.